# 탈린-나르바선
탈린-나르바 선(에스토니아어: Tallinna-Narva raudtee)은 에스토니아의 탈린에서 시작하여 북부를 지나 나르바로 가는 노선이다. 노선의 주요 역할 중에는 러시아와 에스토니아 간 화물 열차로, 탈린의 항구(탈린 항, 무가 항, 팔디스키 항)를 기종점으로 하는 석유 및 화물 열차가 운행한다.

## 역사
이 노선은 러시아 제국 당시 발트 철도의 일부로 건설된 노선으로, 1868년에 착공하여 1870년에 완공되었다.

## 운행
탈린-나르바, 탈린-라크베레, 탈린-모스크바, 탈린-상트페테르부르크 간을 운행하는 여객 열차가 이 노선을 사용한다. 타파 역에서 타르투 방면으로 노선이 분기하며, 탈린-아에그비두 간 전철화 구간에는 전기 통근 열차가 운행한다.